# نزامیسلیتسه
نزامیسلیتسه (به چکی: Nezamyslice) یک منطقهٔ مسکونی در جمهوری چک است که در ناحیه پروستییوو واقع شده‌است. نزامیسلیتسه ۷٫۵ کیلومتر مربع مساحت و ۱٬۳۰۷ نفر جمعیت دارد.